# Vincent L. Eaton
Vincent Lanius Eaton (Caracas, 13 agosto 1915 – Washington, 16 marzo 1962) è stato uno scacchista, compositore di scacchi e bibliotecario statunitense.

## Biografia
Nato in Venezuela da genitori americani, si trasferì con la famiglia negli Stati Uniti a pochi anni d'età. Considerato un enfant prodige, a diciotto anni si laureò ad Harvard. Lavorò come funzionario della Biblioteca del Congresso e nel 1960 diventò direttore del reparto pubblicazioni.
Pur essendo anche un forte giocatore (nel 1942 vinse il campionato del Distretto di Columbia) è noto soprattutto come problemista. Compose un migliaio di problemi, la maggior parte in due e tre mosse. Molti suoi "tre mosse" sono noti per la ricchezza e complessità del gioco e la difficoltà di soluzione.
Dal 1939 al 1941 fu l'editore della sezione problemi della rivista "Chess Review". Nel 1956 la FIDE lo nominò Giudice internazionale della composizione.
Il compositore Gerald F. Anderson ha scritto un libro con una selezione dei suoi migliori problemi: « Memorial to V. L. Eaton: A Chess Problem Biography » (Rapallo, 1971).
|   | a | b | c | d | e | f | g | h |   |
| 8 | g8 cavallo del bianco · h8 alfiere del nero · c6 cavallo del nero · d6 torre del nero · g6 pedone del nero · b5 torre del bianco · e4 re del nero · c3 alfiere del bianco · e3 pedone del nero · g3 pedone del bianco · a2 cavallo del bianco · c2 torre del bianco · g2 cavallo del nero · a1 donna del nero · b1 alfiere del bianco · f1 donna del bianco · h1 re del bianco | g8 cavallo del bianco · h8 alfiere del nero · c6 cavallo del nero · d6 torre del nero · g6 pedone del nero · b5 torre del bianco · e4 re del nero · c3 alfiere del bianco · e3 pedone del nero · g3 pedone del bianco · a2 cavallo del bianco · c2 torre del bianco · g2 cavallo del nero · a1 donna del nero · b1 alfiere del bianco · f1 donna del bianco · h1 re del bianco | g8 cavallo del bianco · h8 alfiere del nero · c6 cavallo del nero · d6 torre del nero · g6 pedone del nero · b5 torre del bianco · e4 re del nero · c3 alfiere del bianco · e3 pedone del nero · g3 pedone del bianco · a2 cavallo del bianco · c2 torre del bianco · g2 cavallo del nero · a1 donna del nero · b1 alfiere del bianco · f1 donna del bianco · h1 re del bianco | g8 cavallo del bianco · h8 alfiere del nero · c6 cavallo del nero · d6 torre del nero · g6 pedone del nero · b5 torre del bianco · e4 re del nero · c3 alfiere del bianco · e3 pedone del nero · g3 pedone del bianco · a2 cavallo del bianco · c2 torre del bianco · g2 cavallo del nero · a1 donna del nero · b1 alfiere del bianco · f1 donna del bianco · h1 re del bianco | g8 cavallo del bianco · h8 alfiere del nero · c6 cavallo del nero · d6 torre del nero · g6 pedone del nero · b5 torre del bianco · e4 re del nero · c3 alfiere del bianco · e3 pedone del nero · g3 pedone del bianco · a2 cavallo del bianco · c2 torre del bianco · g2 cavallo del nero · a1 donna del nero · b1 alfiere del bianco · f1 donna del bianco · h1 re del bianco | g8 cavallo del bianco · h8 alfiere del nero · c6 cavallo del nero · d6 torre del nero · g6 pedone del nero · b5 torre del bianco · e4 re del nero · c3 alfiere del bianco · e3 pedone del nero · g3 pedone del bianco · a2 cavallo del bianco · c2 torre del bianco · g2 cavallo del nero · a1 donna del nero · b1 alfiere del bianco · f1 donna del bianco · h1 re del bianco | g8 cavallo del bianco · h8 alfiere del nero · c6 cavallo del nero · d6 torre del nero · g6 pedone del nero · b5 torre del bianco · e4 re del nero · c3 alfiere del bianco · e3 pedone del nero · g3 pedone del bianco · a2 cavallo del bianco · c2 torre del bianco · g2 cavallo del nero · a1 donna del nero · b1 alfiere del bianco · f1 donna del bianco · h1 re del bianco | g8 cavallo del bianco · h8 alfiere del nero · c6 cavallo del nero · d6 torre del nero · g6 pedone del nero · b5 torre del bianco · e4 re del nero · c3 alfiere del bianco · e3 pedone del nero · g3 pedone del bianco · a2 cavallo del bianco · c2 torre del bianco · g2 cavallo del nero · a1 donna del nero · b1 alfiere del bianco · f1 donna del bianco · h1 re del bianco | 8 |
| 7 | g8 cavallo del bianco · h8 alfiere del nero · c6 cavallo del nero · d6 torre del nero · g6 pedone del nero · b5 torre del bianco · e4 re del nero · c3 alfiere del bianco · e3 pedone del nero · g3 pedone del bianco · a2 cavallo del bianco · c2 torre del bianco · g2 cavallo del nero · a1 donna del nero · b1 alfiere del bianco · f1 donna del bianco · h1 re del bianco | g8 cavallo del bianco · h8 alfiere del nero · c6 cavallo del nero · d6 torre del nero · g6 pedone del nero · b5 torre del bianco · e4 re del nero · c3 alfiere del bianco · e3 pedone del nero · g3 pedone del bianco · a2 cavallo del bianco · c2 torre del bianco · g2 cavallo del nero · a1 donna del nero · b1 alfiere del bianco · f1 donna del bianco · h1 re del bianco | g8 cavallo del bianco · h8 alfiere del nero · c6 cavallo del nero · d6 torre del nero · g6 pedone del nero · b5 torre del bianco · e4 re del nero · c3 alfiere del bianco · e3 pedone del nero · g3 pedone del bianco · a2 cavallo del bianco · c2 torre del bianco · g2 cavallo del nero · a1 donna del nero · b1 alfiere del bianco · f1 donna del bianco · h1 re del bianco | g8 cavallo del bianco · h8 alfiere del nero · c6 cavallo del nero · d6 torre del nero · g6 pedone del nero · b5 torre del bianco · e4 re del nero · c3 alfiere del bianco · e3 pedone del nero · g3 pedone del bianco · a2 cavallo del bianco · c2 torre del bianco · g2 cavallo del nero · a1 donna del nero · b1 alfiere del bianco · f1 donna del bianco · h1 re del bianco | g8 cavallo del bianco · h8 alfiere del nero · c6 cavallo del nero · d6 torre del nero · g6 pedone del nero · b5 torre del bianco · e4 re del nero · c3 alfiere del bianco · e3 pedone del nero · g3 pedone del bianco · a2 cavallo del bianco · c2 torre del bianco · g2 cavallo del nero · a1 donna del nero · b1 alfiere del bianco · f1 donna del bianco · h1 re del bianco | g8 cavallo del bianco · h8 alfiere del nero · c6 cavallo del nero · d6 torre del nero · g6 pedone del nero · b5 torre del bianco · e4 re del nero · c3 alfiere del bianco · e3 pedone del nero · g3 pedone del bianco · a2 cavallo del bianco · c2 torre del bianco · g2 cavallo del nero · a1 donna del nero · b1 alfiere del bianco · f1 donna del bianco · h1 re del bianco | g8 cavallo del bianco · h8 alfiere del nero · c6 cavallo del nero · d6 torre del nero · g6 pedone del nero · b5 torre del bianco · e4 re del nero · c3 alfiere del bianco · e3 pedone del nero · g3 pedone del bianco · a2 cavallo del bianco · c2 torre del bianco · g2 cavallo del nero · a1 donna del nero · b1 alfiere del bianco · f1 donna del bianco · h1 re del bianco | g8 cavallo del bianco · h8 alfiere del nero · c6 cavallo del nero · d6 torre del nero · g6 pedone del nero · b5 torre del bianco · e4 re del nero · c3 alfiere del bianco · e3 pedone del nero · g3 pedone del bianco · a2 cavallo del bianco · c2 torre del bianco · g2 cavallo del nero · a1 donna del nero · b1 alfiere del bianco · f1 donna del bianco · h1 re del bianco | 7 |
| 6 | g8 cavallo del bianco · h8 alfiere del nero · c6 cavallo del nero · d6 torre del nero · g6 pedone del nero · b5 torre del bianco · e4 re del nero · c3 alfiere del bianco · e3 pedone del nero · g3 pedone del bianco · a2 cavallo del bianco · c2 torre del bianco · g2 cavallo del nero · a1 donna del nero · b1 alfiere del bianco · f1 donna del bianco · h1 re del bianco | g8 cavallo del bianco · h8 alfiere del nero · c6 cavallo del nero · d6 torre del nero · g6 pedone del nero · b5 torre del bianco · e4 re del nero · c3 alfiere del bianco · e3 pedone del nero · g3 pedone del bianco · a2 cavallo del bianco · c2 torre del bianco · g2 cavallo del nero · a1 donna del nero · b1 alfiere del bianco · f1 donna del bianco · h1 re del bianco | g8 cavallo del bianco · h8 alfiere del nero · c6 cavallo del nero · d6 torre del nero · g6 pedone del nero · b5 torre del bianco · e4 re del nero · c3 alfiere del bianco · e3 pedone del nero · g3 pedone del bianco · a2 cavallo del bianco · c2 torre del bianco · g2 cavallo del nero · a1 donna del nero · b1 alfiere del bianco · f1 donna del bianco · h1 re del bianco | g8 cavallo del bianco · h8 alfiere del nero · c6 cavallo del nero · d6 torre del nero · g6 pedone del nero · b5 torre del bianco · e4 re del nero · c3 alfiere del bianco · e3 pedone del nero · g3 pedone del bianco · a2 cavallo del bianco · c2 torre del bianco · g2 cavallo del nero · a1 donna del nero · b1 alfiere del bianco · f1 donna del bianco · h1 re del bianco | g8 cavallo del bianco · h8 alfiere del nero · c6 cavallo del nero · d6 torre del nero · g6 pedone del nero · b5 torre del bianco · e4 re del nero · c3 alfiere del bianco · e3 pedone del nero · g3 pedone del bianco · a2 cavallo del bianco · c2 torre del bianco · g2 cavallo del nero · a1 donna del nero · b1 alfiere del bianco · f1 donna del bianco · h1 re del bianco | g8 cavallo del bianco · h8 alfiere del nero · c6 cavallo del nero · d6 torre del nero · g6 pedone del nero · b5 torre del bianco · e4 re del nero · c3 alfiere del bianco · e3 pedone del nero · g3 pedone del bianco · a2 cavallo del bianco · c2 torre del bianco · g2 cavallo del nero · a1 donna del nero · b1 alfiere del bianco · f1 donna del bianco · h1 re del bianco | g8 cavallo del bianco · h8 alfiere del nero · c6 cavallo del nero · d6 torre del nero · g6 pedone del nero · b5 torre del bianco · e4 re del nero · c3 alfiere del bianco · e3 pedone del nero · g3 pedone del bianco · a2 cavallo del bianco · c2 torre del bianco · g2 cavallo del nero · a1 donna del nero · b1 alfiere del bianco · f1 donna del bianco · h1 re del bianco | g8 cavallo del bianco · h8 alfiere del nero · c6 cavallo del nero · d6 torre del nero · g6 pedone del nero · b5 torre del bianco · e4 re del nero · c3 alfiere del bianco · e3 pedone del nero · g3 pedone del bianco · a2 cavallo del bianco · c2 torre del bianco · g2 cavallo del nero · a1 donna del nero · b1 alfiere del bianco · f1 donna del bianco · h1 re del bianco | 6 |
| 5 | g8 cavallo del bianco · h8 alfiere del nero · c6 cavallo del nero · d6 torre del nero · g6 pedone del nero · b5 torre del bianco · e4 re del nero · c3 alfiere del bianco · e3 pedone del nero · g3 pedone del bianco · a2 cavallo del bianco · c2 torre del bianco · g2 cavallo del nero · a1 donna del nero · b1 alfiere del bianco · f1 donna del bianco · h1 re del bianco | g8 cavallo del bianco · h8 alfiere del nero · c6 cavallo del nero · d6 torre del nero · g6 pedone del nero · b5 torre del bianco · e4 re del nero · c3 alfiere del bianco · e3 pedone del nero · g3 pedone del bianco · a2 cavallo del bianco · c2 torre del bianco · g2 cavallo del nero · a1 donna del nero · b1 alfiere del bianco · f1 donna del bianco · h1 re del bianco | g8 cavallo del bianco · h8 alfiere del nero · c6 cavallo del nero · d6 torre del nero · g6 pedone del nero · b5 torre del bianco · e4 re del nero · c3 alfiere del bianco · e3 pedone del nero · g3 pedone del bianco · a2 cavallo del bianco · c2 torre del bianco · g2 cavallo del nero · a1 donna del nero · b1 alfiere del bianco · f1 donna del bianco · h1 re del bianco | g8 cavallo del bianco · h8 alfiere del nero · c6 cavallo del nero · d6 torre del nero · g6 pedone del nero · b5 torre del bianco · e4 re del nero · c3 alfiere del bianco · e3 pedone del nero · g3 pedone del bianco · a2 cavallo del bianco · c2 torre del bianco · g2 cavallo del nero · a1 donna del nero · b1 alfiere del bianco · f1 donna del bianco · h1 re del bianco | g8 cavallo del bianco · h8 alfiere del nero · c6 cavallo del nero · d6 torre del nero · g6 pedone del nero · b5 torre del bianco · e4 re del nero · c3 alfiere del bianco · e3 pedone del nero · g3 pedone del bianco · a2 cavallo del bianco · c2 torre del bianco · g2 cavallo del nero · a1 donna del nero · b1 alfiere del bianco · f1 donna del bianco · h1 re del bianco | g8 cavallo del bianco · h8 alfiere del nero · c6 cavallo del nero · d6 torre del nero · g6 pedone del nero · b5 torre del bianco · e4 re del nero · c3 alfiere del bianco · e3 pedone del nero · g3 pedone del bianco · a2 cavallo del bianco · c2 torre del bianco · g2 cavallo del nero · a1 donna del nero · b1 alfiere del bianco · f1 donna del bianco · h1 re del bianco | g8 cavallo del bianco · h8 alfiere del nero · c6 cavallo del nero · d6 torre del nero · g6 pedone del nero · b5 torre del bianco · e4 re del nero · c3 alfiere del bianco · e3 pedone del nero · g3 pedone del bianco · a2 cavallo del bianco · c2 torre del bianco · g2 cavallo del nero · a1 donna del nero · b1 alfiere del bianco · f1 donna del bianco · h1 re del bianco | g8 cavallo del bianco · h8 alfiere del nero · c6 cavallo del nero · d6 torre del nero · g6 pedone del nero · b5 torre del bianco · e4 re del nero · c3 alfiere del bianco · e3 pedone del nero · g3 pedone del bianco · a2 cavallo del bianco · c2 torre del bianco · g2 cavallo del nero · a1 donna del nero · b1 alfiere del bianco · f1 donna del bianco · h1 re del bianco | 5 |
| 4 | g8 cavallo del bianco · h8 alfiere del nero · c6 cavallo del nero · d6 torre del nero · g6 pedone del nero · b5 torre del bianco · e4 re del nero · c3 alfiere del bianco · e3 pedone del nero · g3 pedone del bianco · a2 cavallo del bianco · c2 torre del bianco · g2 cavallo del nero · a1 donna del nero · b1 alfiere del bianco · f1 donna del bianco · h1 re del bianco | g8 cavallo del bianco · h8 alfiere del nero · c6 cavallo del nero · d6 torre del nero · g6 pedone del nero · b5 torre del bianco · e4 re del nero · c3 alfiere del bianco · e3 pedone del nero · g3 pedone del bianco · a2 cavallo del bianco · c2 torre del bianco · g2 cavallo del nero · a1 donna del nero · b1 alfiere del bianco · f1 donna del bianco · h1 re del bianco | g8 cavallo del bianco · h8 alfiere del nero · c6 cavallo del nero · d6 torre del nero · g6 pedone del nero · b5 torre del bianco · e4 re del nero · c3 alfiere del bianco · e3 pedone del nero · g3 pedone del bianco · a2 cavallo del bianco · c2 torre del bianco · g2 cavallo del nero · a1 donna del nero · b1 alfiere del bianco · f1 donna del bianco · h1 re del bianco | g8 cavallo del bianco · h8 alfiere del nero · c6 cavallo del nero · d6 torre del nero · g6 pedone del nero · b5 torre del bianco · e4 re del nero · c3 alfiere del bianco · e3 pedone del nero · g3 pedone del bianco · a2 cavallo del bianco · c2 torre del bianco · g2 cavallo del nero · a1 donna del nero · b1 alfiere del bianco · f1 donna del bianco · h1 re del bianco | g8 cavallo del bianco · h8 alfiere del nero · c6 cavallo del nero · d6 torre del nero · g6 pedone del nero · b5 torre del bianco · e4 re del nero · c3 alfiere del bianco · e3 pedone del nero · g3 pedone del bianco · a2 cavallo del bianco · c2 torre del bianco · g2 cavallo del nero · a1 donna del nero · b1 alfiere del bianco · f1 donna del bianco · h1 re del bianco | g8 cavallo del bianco · h8 alfiere del nero · c6 cavallo del nero · d6 torre del nero · g6 pedone del nero · b5 torre del bianco · e4 re del nero · c3 alfiere del bianco · e3 pedone del nero · g3 pedone del bianco · a2 cavallo del bianco · c2 torre del bianco · g2 cavallo del nero · a1 donna del nero · b1 alfiere del bianco · f1 donna del bianco · h1 re del bianco | g8 cavallo del bianco · h8 alfiere del nero · c6 cavallo del nero · d6 torre del nero · g6 pedone del nero · b5 torre del bianco · e4 re del nero · c3 alfiere del bianco · e3 pedone del nero · g3 pedone del bianco · a2 cavallo del bianco · c2 torre del bianco · g2 cavallo del nero · a1 donna del nero · b1 alfiere del bianco · f1 donna del bianco · h1 re del bianco | g8 cavallo del bianco · h8 alfiere del nero · c6 cavallo del nero · d6 torre del nero · g6 pedone del nero · b5 torre del bianco · e4 re del nero · c3 alfiere del bianco · e3 pedone del nero · g3 pedone del bianco · a2 cavallo del bianco · c2 torre del bianco · g2 cavallo del nero · a1 donna del nero · b1 alfiere del bianco · f1 donna del bianco · h1 re del bianco | 4 |
| 3 | g8 cavallo del bianco · h8 alfiere del nero · c6 cavallo del nero · d6 torre del nero · g6 pedone del nero · b5 torre del bianco · e4 re del nero · c3 alfiere del bianco · e3 pedone del nero · g3 pedone del bianco · a2 cavallo del bianco · c2 torre del bianco · g2 cavallo del nero · a1 donna del nero · b1 alfiere del bianco · f1 donna del bianco · h1 re del bianco | g8 cavallo del bianco · h8 alfiere del nero · c6 cavallo del nero · d6 torre del nero · g6 pedone del nero · b5 torre del bianco · e4 re del nero · c3 alfiere del bianco · e3 pedone del nero · g3 pedone del bianco · a2 cavallo del bianco · c2 torre del bianco · g2 cavallo del nero · a1 donna del nero · b1 alfiere del bianco · f1 donna del bianco · h1 re del bianco | g8 cavallo del bianco · h8 alfiere del nero · c6 cavallo del nero · d6 torre del nero · g6 pedone del nero · b5 torre del bianco · e4 re del nero · c3 alfiere del bianco · e3 pedone del nero · g3 pedone del bianco · a2 cavallo del bianco · c2 torre del bianco · g2 cavallo del nero · a1 donna del nero · b1 alfiere del bianco · f1 donna del bianco · h1 re del bianco | g8 cavallo del bianco · h8 alfiere del nero · c6 cavallo del nero · d6 torre del nero · g6 pedone del nero · b5 torre del bianco · e4 re del nero · c3 alfiere del bianco · e3 pedone del nero · g3 pedone del bianco · a2 cavallo del bianco · c2 torre del bianco · g2 cavallo del nero · a1 donna del nero · b1 alfiere del bianco · f1 donna del bianco · h1 re del bianco | g8 cavallo del bianco · h8 alfiere del nero · c6 cavallo del nero · d6 torre del nero · g6 pedone del nero · b5 torre del bianco · e4 re del nero · c3 alfiere del bianco · e3 pedone del nero · g3 pedone del bianco · a2 cavallo del bianco · c2 torre del bianco · g2 cavallo del nero · a1 donna del nero · b1 alfiere del bianco · f1 donna del bianco · h1 re del bianco | g8 cavallo del bianco · h8 alfiere del nero · c6 cavallo del nero · d6 torre del nero · g6 pedone del nero · b5 torre del bianco · e4 re del nero · c3 alfiere del bianco · e3 pedone del nero · g3 pedone del bianco · a2 cavallo del bianco · c2 torre del bianco · g2 cavallo del nero · a1 donna del nero · b1 alfiere del bianco · f1 donna del bianco · h1 re del bianco | g8 cavallo del bianco · h8 alfiere del nero · c6 cavallo del nero · d6 torre del nero · g6 pedone del nero · b5 torre del bianco · e4 re del nero · c3 alfiere del bianco · e3 pedone del nero · g3 pedone del bianco · a2 cavallo del bianco · c2 torre del bianco · g2 cavallo del nero · a1 donna del nero · b1 alfiere del bianco · f1 donna del bianco · h1 re del bianco | g8 cavallo del bianco · h8 alfiere del nero · c6 cavallo del nero · d6 torre del nero · g6 pedone del nero · b5 torre del bianco · e4 re del nero · c3 alfiere del bianco · e3 pedone del nero · g3 pedone del bianco · a2 cavallo del bianco · c2 torre del bianco · g2 cavallo del nero · a1 donna del nero · b1 alfiere del bianco · f1 donna del bianco · h1 re del bianco | 3 |
| 2 | g8 cavallo del bianco · h8 alfiere del nero · c6 cavallo del nero · d6 torre del nero · g6 pedone del nero · b5 torre del bianco · e4 re del nero · c3 alfiere del bianco · e3 pedone del nero · g3 pedone del bianco · a2 cavallo del bianco · c2 torre del bianco · g2 cavallo del nero · a1 donna del nero · b1 alfiere del bianco · f1 donna del bianco · h1 re del bianco | g8 cavallo del bianco · h8 alfiere del nero · c6 cavallo del nero · d6 torre del nero · g6 pedone del nero · b5 torre del bianco · e4 re del nero · c3 alfiere del bianco · e3 pedone del nero · g3 pedone del bianco · a2 cavallo del bianco · c2 torre del bianco · g2 cavallo del nero · a1 donna del nero · b1 alfiere del bianco · f1 donna del bianco · h1 re del bianco | g8 cavallo del bianco · h8 alfiere del nero · c6 cavallo del nero · d6 torre del nero · g6 pedone del nero · b5 torre del bianco · e4 re del nero · c3 alfiere del bianco · e3 pedone del nero · g3 pedone del bianco · a2 cavallo del bianco · c2 torre del bianco · g2 cavallo del nero · a1 donna del nero · b1 alfiere del bianco · f1 donna del bianco · h1 re del bianco | g8 cavallo del bianco · h8 alfiere del nero · c6 cavallo del nero · d6 torre del nero · g6 pedone del nero · b5 torre del bianco · e4 re del nero · c3 alfiere del bianco · e3 pedone del nero · g3 pedone del bianco · a2 cavallo del bianco · c2 torre del bianco · g2 cavallo del nero · a1 donna del nero · b1 alfiere del bianco · f1 donna del bianco · h1 re del bianco | g8 cavallo del bianco · h8 alfiere del nero · c6 cavallo del nero · d6 torre del nero · g6 pedone del nero · b5 torre del bianco · e4 re del nero · c3 alfiere del bianco · e3 pedone del nero · g3 pedone del bianco · a2 cavallo del bianco · c2 torre del bianco · g2 cavallo del nero · a1 donna del nero · b1 alfiere del bianco · f1 donna del bianco · h1 re del bianco | g8 cavallo del bianco · h8 alfiere del nero · c6 cavallo del nero · d6 torre del nero · g6 pedone del nero · b5 torre del bianco · e4 re del nero · c3 alfiere del bianco · e3 pedone del nero · g3 pedone del bianco · a2 cavallo del bianco · c2 torre del bianco · g2 cavallo del nero · a1 donna del nero · b1 alfiere del bianco · f1 donna del bianco · h1 re del bianco | g8 cavallo del bianco · h8 alfiere del nero · c6 cavallo del nero · d6 torre del nero · g6 pedone del nero · b5 torre del bianco · e4 re del nero · c3 alfiere del bianco · e3 pedone del nero · g3 pedone del bianco · a2 cavallo del bianco · c2 torre del bianco · g2 cavallo del nero · a1 donna del nero · b1 alfiere del bianco · f1 donna del bianco · h1 re del bianco | g8 cavallo del bianco · h8 alfiere del nero · c6 cavallo del nero · d6 torre del nero · g6 pedone del nero · b5 torre del bianco · e4 re del nero · c3 alfiere del bianco · e3 pedone del nero · g3 pedone del bianco · a2 cavallo del bianco · c2 torre del bianco · g2 cavallo del nero · a1 donna del nero · b1 alfiere del bianco · f1 donna del bianco · h1 re del bianco | 2 |
| 1 | g8 cavallo del bianco · h8 alfiere del nero · c6 cavallo del nero · d6 torre del nero · g6 pedone del nero · b5 torre del bianco · e4 re del nero · c3 alfiere del bianco · e3 pedone del nero · g3 pedone del bianco · a2 cavallo del bianco · c2 torre del bianco · g2 cavallo del nero · a1 donna del nero · b1 alfiere del bianco · f1 donna del bianco · h1 re del bianco | g8 cavallo del bianco · h8 alfiere del nero · c6 cavallo del nero · d6 torre del nero · g6 pedone del nero · b5 torre del bianco · e4 re del nero · c3 alfiere del bianco · e3 pedone del nero · g3 pedone del bianco · a2 cavallo del bianco · c2 torre del bianco · g2 cavallo del nero · a1 donna del nero · b1 alfiere del bianco · f1 donna del bianco · h1 re del bianco | g8 cavallo del bianco · h8 alfiere del nero · c6 cavallo del nero · d6 torre del nero · g6 pedone del nero · b5 torre del bianco · e4 re del nero · c3 alfiere del bianco · e3 pedone del nero · g3 pedone del bianco · a2 cavallo del bianco · c2 torre del bianco · g2 cavallo del nero · a1 donna del nero · b1 alfiere del bianco · f1 donna del bianco · h1 re del bianco | g8 cavallo del bianco · h8 alfiere del nero · c6 cavallo del nero · d6 torre del nero · g6 pedone del nero · b5 torre del bianco · e4 re del nero · c3 alfiere del bianco · e3 pedone del nero · g3 pedone del bianco · a2 cavallo del bianco · c2 torre del bianco · g2 cavallo del nero · a1 donna del nero · b1 alfiere del bianco · f1 donna del bianco · h1 re del bianco | g8 cavallo del bianco · h8 alfiere del nero · c6 cavallo del nero · d6 torre del nero · g6 pedone del nero · b5 torre del bianco · e4 re del nero · c3 alfiere del bianco · e3 pedone del nero · g3 pedone del bianco · a2 cavallo del bianco · c2 torre del bianco · g2 cavallo del nero · a1 donna del nero · b1 alfiere del bianco · f1 donna del bianco · h1 re del bianco | g8 cavallo del bianco · h8 alfiere del nero · c6 cavallo del nero · d6 torre del nero · g6 pedone del nero · b5 torre del bianco · e4 re del nero · c3 alfiere del bianco · e3 pedone del nero · g3 pedone del bianco · a2 cavallo del bianco · c2 torre del bianco · g2 cavallo del nero · a1 donna del nero · b1 alfiere del bianco · f1 donna del bianco · h1 re del bianco | g8 cavallo del bianco · h8 alfiere del nero · c6 cavallo del nero · d6 torre del nero · g6 pedone del nero · b5 torre del bianco · e4 re del nero · c3 alfiere del bianco · e3 pedone del nero · g3 pedone del bianco · a2 cavallo del bianco · c2 torre del bianco · g2 cavallo del nero · a1 donna del nero · b1 alfiere del bianco · f1 donna del bianco · h1 re del bianco | g8 cavallo del bianco · h8 alfiere del nero · c6 cavallo del nero · d6 torre del nero · g6 pedone del nero · b5 torre del bianco · e4 re del nero · c3 alfiere del bianco · e3 pedone del nero · g3 pedone del bianco · a2 cavallo del bianco · c2 torre del bianco · g2 cavallo del nero · a1 donna del nero · b1 alfiere del bianco · f1 donna del bianco · h1 re del bianco | 1 |
|   | a | b | c | d | e | f | g | h |   |

|   | a | b | c | d | e | f | g | h |   |
| 8 | e8 alfiere del nero · f8 torre del bianco · c7 pedone del nero · f7 donna del nero · a6 alfiere del bianco · d4 alfiere del bianco · g4 pedone del bianco · a3 cavallo del nero · b3 cavallo del bianco · g3 alfiere del nero · h3 donna del bianco · a2 re del bianco · e2 torre del bianco · g2 torre del nero · f1 re del nero · g1 torre del nero · h1 cavallo del nero | e8 alfiere del nero · f8 torre del bianco · c7 pedone del nero · f7 donna del nero · a6 alfiere del bianco · d4 alfiere del bianco · g4 pedone del bianco · a3 cavallo del nero · b3 cavallo del bianco · g3 alfiere del nero · h3 donna del bianco · a2 re del bianco · e2 torre del bianco · g2 torre del nero · f1 re del nero · g1 torre del nero · h1 cavallo del nero | e8 alfiere del nero · f8 torre del bianco · c7 pedone del nero · f7 donna del nero · a6 alfiere del bianco · d4 alfiere del bianco · g4 pedone del bianco · a3 cavallo del nero · b3 cavallo del bianco · g3 alfiere del nero · h3 donna del bianco · a2 re del bianco · e2 torre del bianco · g2 torre del nero · f1 re del nero · g1 torre del nero · h1 cavallo del nero | e8 alfiere del nero · f8 torre del bianco · c7 pedone del nero · f7 donna del nero · a6 alfiere del bianco · d4 alfiere del bianco · g4 pedone del bianco · a3 cavallo del nero · b3 cavallo del bianco · g3 alfiere del nero · h3 donna del bianco · a2 re del bianco · e2 torre del bianco · g2 torre del nero · f1 re del nero · g1 torre del nero · h1 cavallo del nero | e8 alfiere del nero · f8 torre del bianco · c7 pedone del nero · f7 donna del nero · a6 alfiere del bianco · d4 alfiere del bianco · g4 pedone del bianco · a3 cavallo del nero · b3 cavallo del bianco · g3 alfiere del nero · h3 donna del bianco · a2 re del bianco · e2 torre del bianco · g2 torre del nero · f1 re del nero · g1 torre del nero · h1 cavallo del nero | e8 alfiere del nero · f8 torre del bianco · c7 pedone del nero · f7 donna del nero · a6 alfiere del bianco · d4 alfiere del bianco · g4 pedone del bianco · a3 cavallo del nero · b3 cavallo del bianco · g3 alfiere del nero · h3 donna del bianco · a2 re del bianco · e2 torre del bianco · g2 torre del nero · f1 re del nero · g1 torre del nero · h1 cavallo del nero | e8 alfiere del nero · f8 torre del bianco · c7 pedone del nero · f7 donna del nero · a6 alfiere del bianco · d4 alfiere del bianco · g4 pedone del bianco · a3 cavallo del nero · b3 cavallo del bianco · g3 alfiere del nero · h3 donna del bianco · a2 re del bianco · e2 torre del bianco · g2 torre del nero · f1 re del nero · g1 torre del nero · h1 cavallo del nero | e8 alfiere del nero · f8 torre del bianco · c7 pedone del nero · f7 donna del nero · a6 alfiere del bianco · d4 alfiere del bianco · g4 pedone del bianco · a3 cavallo del nero · b3 cavallo del bianco · g3 alfiere del nero · h3 donna del bianco · a2 re del bianco · e2 torre del bianco · g2 torre del nero · f1 re del nero · g1 torre del nero · h1 cavallo del nero | 8 |
| 7 | e8 alfiere del nero · f8 torre del bianco · c7 pedone del nero · f7 donna del nero · a6 alfiere del bianco · d4 alfiere del bianco · g4 pedone del bianco · a3 cavallo del nero · b3 cavallo del bianco · g3 alfiere del nero · h3 donna del bianco · a2 re del bianco · e2 torre del bianco · g2 torre del nero · f1 re del nero · g1 torre del nero · h1 cavallo del nero | e8 alfiere del nero · f8 torre del bianco · c7 pedone del nero · f7 donna del nero · a6 alfiere del bianco · d4 alfiere del bianco · g4 pedone del bianco · a3 cavallo del nero · b3 cavallo del bianco · g3 alfiere del nero · h3 donna del bianco · a2 re del bianco · e2 torre del bianco · g2 torre del nero · f1 re del nero · g1 torre del nero · h1 cavallo del nero | e8 alfiere del nero · f8 torre del bianco · c7 pedone del nero · f7 donna del nero · a6 alfiere del bianco · d4 alfiere del bianco · g4 pedone del bianco · a3 cavallo del nero · b3 cavallo del bianco · g3 alfiere del nero · h3 donna del bianco · a2 re del bianco · e2 torre del bianco · g2 torre del nero · f1 re del nero · g1 torre del nero · h1 cavallo del nero | e8 alfiere del nero · f8 torre del bianco · c7 pedone del nero · f7 donna del nero · a6 alfiere del bianco · d4 alfiere del bianco · g4 pedone del bianco · a3 cavallo del nero · b3 cavallo del bianco · g3 alfiere del nero · h3 donna del bianco · a2 re del bianco · e2 torre del bianco · g2 torre del nero · f1 re del nero · g1 torre del nero · h1 cavallo del nero | e8 alfiere del nero · f8 torre del bianco · c7 pedone del nero · f7 donna del nero · a6 alfiere del bianco · d4 alfiere del bianco · g4 pedone del bianco · a3 cavallo del nero · b3 cavallo del bianco · g3 alfiere del nero · h3 donna del bianco · a2 re del bianco · e2 torre del bianco · g2 torre del nero · f1 re del nero · g1 torre del nero · h1 cavallo del nero | e8 alfiere del nero · f8 torre del bianco · c7 pedone del nero · f7 donna del nero · a6 alfiere del bianco · d4 alfiere del bianco · g4 pedone del bianco · a3 cavallo del nero · b3 cavallo del bianco · g3 alfiere del nero · h3 donna del bianco · a2 re del bianco · e2 torre del bianco · g2 torre del nero · f1 re del nero · g1 torre del nero · h1 cavallo del nero | e8 alfiere del nero · f8 torre del bianco · c7 pedone del nero · f7 donna del nero · a6 alfiere del bianco · d4 alfiere del bianco · g4 pedone del bianco · a3 cavallo del nero · b3 cavallo del bianco · g3 alfiere del nero · h3 donna del bianco · a2 re del bianco · e2 torre del bianco · g2 torre del nero · f1 re del nero · g1 torre del nero · h1 cavallo del nero | e8 alfiere del nero · f8 torre del bianco · c7 pedone del nero · f7 donna del nero · a6 alfiere del bianco · d4 alfiere del bianco · g4 pedone del bianco · a3 cavallo del nero · b3 cavallo del bianco · g3 alfiere del nero · h3 donna del bianco · a2 re del bianco · e2 torre del bianco · g2 torre del nero · f1 re del nero · g1 torre del nero · h1 cavallo del nero | 7 |
| 6 | e8 alfiere del nero · f8 torre del bianco · c7 pedone del nero · f7 donna del nero · a6 alfiere del bianco · d4 alfiere del bianco · g4 pedone del bianco · a3 cavallo del nero · b3 cavallo del bianco · g3 alfiere del nero · h3 donna del bianco · a2 re del bianco · e2 torre del bianco · g2 torre del nero · f1 re del nero · g1 torre del nero · h1 cavallo del nero | e8 alfiere del nero · f8 torre del bianco · c7 pedone del nero · f7 donna del nero · a6 alfiere del bianco · d4 alfiere del bianco · g4 pedone del bianco · a3 cavallo del nero · b3 cavallo del bianco · g3 alfiere del nero · h3 donna del bianco · a2 re del bianco · e2 torre del bianco · g2 torre del nero · f1 re del nero · g1 torre del nero · h1 cavallo del nero | e8 alfiere del nero · f8 torre del bianco · c7 pedone del nero · f7 donna del nero · a6 alfiere del bianco · d4 alfiere del bianco · g4 pedone del bianco · a3 cavallo del nero · b3 cavallo del bianco · g3 alfiere del nero · h3 donna del bianco · a2 re del bianco · e2 torre del bianco · g2 torre del nero · f1 re del nero · g1 torre del nero · h1 cavallo del nero | e8 alfiere del nero · f8 torre del bianco · c7 pedone del nero · f7 donna del nero · a6 alfiere del bianco · d4 alfiere del bianco · g4 pedone del bianco · a3 cavallo del nero · b3 cavallo del bianco · g3 alfiere del nero · h3 donna del bianco · a2 re del bianco · e2 torre del bianco · g2 torre del nero · f1 re del nero · g1 torre del nero · h1 cavallo del nero | e8 alfiere del nero · f8 torre del bianco · c7 pedone del nero · f7 donna del nero · a6 alfiere del bianco · d4 alfiere del bianco · g4 pedone del bianco · a3 cavallo del nero · b3 cavallo del bianco · g3 alfiere del nero · h3 donna del bianco · a2 re del bianco · e2 torre del bianco · g2 torre del nero · f1 re del nero · g1 torre del nero · h1 cavallo del nero | e8 alfiere del nero · f8 torre del bianco · c7 pedone del nero · f7 donna del nero · a6 alfiere del bianco · d4 alfiere del bianco · g4 pedone del bianco · a3 cavallo del nero · b3 cavallo del bianco · g3 alfiere del nero · h3 donna del bianco · a2 re del bianco · e2 torre del bianco · g2 torre del nero · f1 re del nero · g1 torre del nero · h1 cavallo del nero | e8 alfiere del nero · f8 torre del bianco · c7 pedone del nero · f7 donna del nero · a6 alfiere del bianco · d4 alfiere del bianco · g4 pedone del bianco · a3 cavallo del nero · b3 cavallo del bianco · g3 alfiere del nero · h3 donna del bianco · a2 re del bianco · e2 torre del bianco · g2 torre del nero · f1 re del nero · g1 torre del nero · h1 cavallo del nero | e8 alfiere del nero · f8 torre del bianco · c7 pedone del nero · f7 donna del nero · a6 alfiere del bianco · d4 alfiere del bianco · g4 pedone del bianco · a3 cavallo del nero · b3 cavallo del bianco · g3 alfiere del nero · h3 donna del bianco · a2 re del bianco · e2 torre del bianco · g2 torre del nero · f1 re del nero · g1 torre del nero · h1 cavallo del nero | 6 |
| 5 | e8 alfiere del nero · f8 torre del bianco · c7 pedone del nero · f7 donna del nero · a6 alfiere del bianco · d4 alfiere del bianco · g4 pedone del bianco · a3 cavallo del nero · b3 cavallo del bianco · g3 alfiere del nero · h3 donna del bianco · a2 re del bianco · e2 torre del bianco · g2 torre del nero · f1 re del nero · g1 torre del nero · h1 cavallo del nero | e8 alfiere del nero · f8 torre del bianco · c7 pedone del nero · f7 donna del nero · a6 alfiere del bianco · d4 alfiere del bianco · g4 pedone del bianco · a3 cavallo del nero · b3 cavallo del bianco · g3 alfiere del nero · h3 donna del bianco · a2 re del bianco · e2 torre del bianco · g2 torre del nero · f1 re del nero · g1 torre del nero · h1 cavallo del nero | e8 alfiere del nero · f8 torre del bianco · c7 pedone del nero · f7 donna del nero · a6 alfiere del bianco · d4 alfiere del bianco · g4 pedone del bianco · a3 cavallo del nero · b3 cavallo del bianco · g3 alfiere del nero · h3 donna del bianco · a2 re del bianco · e2 torre del bianco · g2 torre del nero · f1 re del nero · g1 torre del nero · h1 cavallo del nero | e8 alfiere del nero · f8 torre del bianco · c7 pedone del nero · f7 donna del nero · a6 alfiere del bianco · d4 alfiere del bianco · g4 pedone del bianco · a3 cavallo del nero · b3 cavallo del bianco · g3 alfiere del nero · h3 donna del bianco · a2 re del bianco · e2 torre del bianco · g2 torre del nero · f1 re del nero · g1 torre del nero · h1 cavallo del nero | e8 alfiere del nero · f8 torre del bianco · c7 pedone del nero · f7 donna del nero · a6 alfiere del bianco · d4 alfiere del bianco · g4 pedone del bianco · a3 cavallo del nero · b3 cavallo del bianco · g3 alfiere del nero · h3 donna del bianco · a2 re del bianco · e2 torre del bianco · g2 torre del nero · f1 re del nero · g1 torre del nero · h1 cavallo del nero | e8 alfiere del nero · f8 torre del bianco · c7 pedone del nero · f7 donna del nero · a6 alfiere del bianco · d4 alfiere del bianco · g4 pedone del bianco · a3 cavallo del nero · b3 cavallo del bianco · g3 alfiere del nero · h3 donna del bianco · a2 re del bianco · e2 torre del bianco · g2 torre del nero · f1 re del nero · g1 torre del nero · h1 cavallo del nero | e8 alfiere del nero · f8 torre del bianco · c7 pedone del nero · f7 donna del nero · a6 alfiere del bianco · d4 alfiere del bianco · g4 pedone del bianco · a3 cavallo del nero · b3 cavallo del bianco · g3 alfiere del nero · h3 donna del bianco · a2 re del bianco · e2 torre del bianco · g2 torre del nero · f1 re del nero · g1 torre del nero · h1 cavallo del nero | e8 alfiere del nero · f8 torre del bianco · c7 pedone del nero · f7 donna del nero · a6 alfiere del bianco · d4 alfiere del bianco · g4 pedone del bianco · a3 cavallo del nero · b3 cavallo del bianco · g3 alfiere del nero · h3 donna del bianco · a2 re del bianco · e2 torre del bianco · g2 torre del nero · f1 re del nero · g1 torre del nero · h1 cavallo del nero | 5 |
| 4 | e8 alfiere del nero · f8 torre del bianco · c7 pedone del nero · f7 donna del nero · a6 alfiere del bianco · d4 alfiere del bianco · g4 pedone del bianco · a3 cavallo del nero · b3 cavallo del bianco · g3 alfiere del nero · h3 donna del bianco · a2 re del bianco · e2 torre del bianco · g2 torre del nero · f1 re del nero · g1 torre del nero · h1 cavallo del nero | e8 alfiere del nero · f8 torre del bianco · c7 pedone del nero · f7 donna del nero · a6 alfiere del bianco · d4 alfiere del bianco · g4 pedone del bianco · a3 cavallo del nero · b3 cavallo del bianco · g3 alfiere del nero · h3 donna del bianco · a2 re del bianco · e2 torre del bianco · g2 torre del nero · f1 re del nero · g1 torre del nero · h1 cavallo del nero | e8 alfiere del nero · f8 torre del bianco · c7 pedone del nero · f7 donna del nero · a6 alfiere del bianco · d4 alfiere del bianco · g4 pedone del bianco · a3 cavallo del nero · b3 cavallo del bianco · g3 alfiere del nero · h3 donna del bianco · a2 re del bianco · e2 torre del bianco · g2 torre del nero · f1 re del nero · g1 torre del nero · h1 cavallo del nero | e8 alfiere del nero · f8 torre del bianco · c7 pedone del nero · f7 donna del nero · a6 alfiere del bianco · d4 alfiere del bianco · g4 pedone del bianco · a3 cavallo del nero · b3 cavallo del bianco · g3 alfiere del nero · h3 donna del bianco · a2 re del bianco · e2 torre del bianco · g2 torre del nero · f1 re del nero · g1 torre del nero · h1 cavallo del nero | e8 alfiere del nero · f8 torre del bianco · c7 pedone del nero · f7 donna del nero · a6 alfiere del bianco · d4 alfiere del bianco · g4 pedone del bianco · a3 cavallo del nero · b3 cavallo del bianco · g3 alfiere del nero · h3 donna del bianco · a2 re del bianco · e2 torre del bianco · g2 torre del nero · f1 re del nero · g1 torre del nero · h1 cavallo del nero | e8 alfiere del nero · f8 torre del bianco · c7 pedone del nero · f7 donna del nero · a6 alfiere del bianco · d4 alfiere del bianco · g4 pedone del bianco · a3 cavallo del nero · b3 cavallo del bianco · g3 alfiere del nero · h3 donna del bianco · a2 re del bianco · e2 torre del bianco · g2 torre del nero · f1 re del nero · g1 torre del nero · h1 cavallo del nero | e8 alfiere del nero · f8 torre del bianco · c7 pedone del nero · f7 donna del nero · a6 alfiere del bianco · d4 alfiere del bianco · g4 pedone del bianco · a3 cavallo del nero · b3 cavallo del bianco · g3 alfiere del nero · h3 donna del bianco · a2 re del bianco · e2 torre del bianco · g2 torre del nero · f1 re del nero · g1 torre del nero · h1 cavallo del nero | e8 alfiere del nero · f8 torre del bianco · c7 pedone del nero · f7 donna del nero · a6 alfiere del bianco · d4 alfiere del bianco · g4 pedone del bianco · a3 cavallo del nero · b3 cavallo del bianco · g3 alfiere del nero · h3 donna del bianco · a2 re del bianco · e2 torre del bianco · g2 torre del nero · f1 re del nero · g1 torre del nero · h1 cavallo del nero | 4 |
| 3 | e8 alfiere del nero · f8 torre del bianco · c7 pedone del nero · f7 donna del nero · a6 alfiere del bianco · d4 alfiere del bianco · g4 pedone del bianco · a3 cavallo del nero · b3 cavallo del bianco · g3 alfiere del nero · h3 donna del bianco · a2 re del bianco · e2 torre del bianco · g2 torre del nero · f1 re del nero · g1 torre del nero · h1 cavallo del nero | e8 alfiere del nero · f8 torre del bianco · c7 pedone del nero · f7 donna del nero · a6 alfiere del bianco · d4 alfiere del bianco · g4 pedone del bianco · a3 cavallo del nero · b3 cavallo del bianco · g3 alfiere del nero · h3 donna del bianco · a2 re del bianco · e2 torre del bianco · g2 torre del nero · f1 re del nero · g1 torre del nero · h1 cavallo del nero | e8 alfiere del nero · f8 torre del bianco · c7 pedone del nero · f7 donna del nero · a6 alfiere del bianco · d4 alfiere del bianco · g4 pedone del bianco · a3 cavallo del nero · b3 cavallo del bianco · g3 alfiere del nero · h3 donna del bianco · a2 re del bianco · e2 torre del bianco · g2 torre del nero · f1 re del nero · g1 torre del nero · h1 cavallo del nero | e8 alfiere del nero · f8 torre del bianco · c7 pedone del nero · f7 donna del nero · a6 alfiere del bianco · d4 alfiere del bianco · g4 pedone del bianco · a3 cavallo del nero · b3 cavallo del bianco · g3 alfiere del nero · h3 donna del bianco · a2 re del bianco · e2 torre del bianco · g2 torre del nero · f1 re del nero · g1 torre del nero · h1 cavallo del nero | e8 alfiere del nero · f8 torre del bianco · c7 pedone del nero · f7 donna del nero · a6 alfiere del bianco · d4 alfiere del bianco · g4 pedone del bianco · a3 cavallo del nero · b3 cavallo del bianco · g3 alfiere del nero · h3 donna del bianco · a2 re del bianco · e2 torre del bianco · g2 torre del nero · f1 re del nero · g1 torre del nero · h1 cavallo del nero | e8 alfiere del nero · f8 torre del bianco · c7 pedone del nero · f7 donna del nero · a6 alfiere del bianco · d4 alfiere del bianco · g4 pedone del bianco · a3 cavallo del nero · b3 cavallo del bianco · g3 alfiere del nero · h3 donna del bianco · a2 re del bianco · e2 torre del bianco · g2 torre del nero · f1 re del nero · g1 torre del nero · h1 cavallo del nero | e8 alfiere del nero · f8 torre del bianco · c7 pedone del nero · f7 donna del nero · a6 alfiere del bianco · d4 alfiere del bianco · g4 pedone del bianco · a3 cavallo del nero · b3 cavallo del bianco · g3 alfiere del nero · h3 donna del bianco · a2 re del bianco · e2 torre del bianco · g2 torre del nero · f1 re del nero · g1 torre del nero · h1 cavallo del nero | e8 alfiere del nero · f8 torre del bianco · c7 pedone del nero · f7 donna del nero · a6 alfiere del bianco · d4 alfiere del bianco · g4 pedone del bianco · a3 cavallo del nero · b3 cavallo del bianco · g3 alfiere del nero · h3 donna del bianco · a2 re del bianco · e2 torre del bianco · g2 torre del nero · f1 re del nero · g1 torre del nero · h1 cavallo del nero | 3 |
| 2 | e8 alfiere del nero · f8 torre del bianco · c7 pedone del nero · f7 donna del nero · a6 alfiere del bianco · d4 alfiere del bianco · g4 pedone del bianco · a3 cavallo del nero · b3 cavallo del bianco · g3 alfiere del nero · h3 donna del bianco · a2 re del bianco · e2 torre del bianco · g2 torre del nero · f1 re del nero · g1 torre del nero · h1 cavallo del nero | e8 alfiere del nero · f8 torre del bianco · c7 pedone del nero · f7 donna del nero · a6 alfiere del bianco · d4 alfiere del bianco · g4 pedone del bianco · a3 cavallo del nero · b3 cavallo del bianco · g3 alfiere del nero · h3 donna del bianco · a2 re del bianco · e2 torre del bianco · g2 torre del nero · f1 re del nero · g1 torre del nero · h1 cavallo del nero | e8 alfiere del nero · f8 torre del bianco · c7 pedone del nero · f7 donna del nero · a6 alfiere del bianco · d4 alfiere del bianco · g4 pedone del bianco · a3 cavallo del nero · b3 cavallo del bianco · g3 alfiere del nero · h3 donna del bianco · a2 re del bianco · e2 torre del bianco · g2 torre del nero · f1 re del nero · g1 torre del nero · h1 cavallo del nero | e8 alfiere del nero · f8 torre del bianco · c7 pedone del nero · f7 donna del nero · a6 alfiere del bianco · d4 alfiere del bianco · g4 pedone del bianco · a3 cavallo del nero · b3 cavallo del bianco · g3 alfiere del nero · h3 donna del bianco · a2 re del bianco · e2 torre del bianco · g2 torre del nero · f1 re del nero · g1 torre del nero · h1 cavallo del nero | e8 alfiere del nero · f8 torre del bianco · c7 pedone del nero · f7 donna del nero · a6 alfiere del bianco · d4 alfiere del bianco · g4 pedone del bianco · a3 cavallo del nero · b3 cavallo del bianco · g3 alfiere del nero · h3 donna del bianco · a2 re del bianco · e2 torre del bianco · g2 torre del nero · f1 re del nero · g1 torre del nero · h1 cavallo del nero | e8 alfiere del nero · f8 torre del bianco · c7 pedone del nero · f7 donna del nero · a6 alfiere del bianco · d4 alfiere del bianco · g4 pedone del bianco · a3 cavallo del nero · b3 cavallo del bianco · g3 alfiere del nero · h3 donna del bianco · a2 re del bianco · e2 torre del bianco · g2 torre del nero · f1 re del nero · g1 torre del nero · h1 cavallo del nero | e8 alfiere del nero · f8 torre del bianco · c7 pedone del nero · f7 donna del nero · a6 alfiere del bianco · d4 alfiere del bianco · g4 pedone del bianco · a3 cavallo del nero · b3 cavallo del bianco · g3 alfiere del nero · h3 donna del bianco · a2 re del bianco · e2 torre del bianco · g2 torre del nero · f1 re del nero · g1 torre del nero · h1 cavallo del nero | e8 alfiere del nero · f8 torre del bianco · c7 pedone del nero · f7 donna del nero · a6 alfiere del bianco · d4 alfiere del bianco · g4 pedone del bianco · a3 cavallo del nero · b3 cavallo del bianco · g3 alfiere del nero · h3 donna del bianco · a2 re del bianco · e2 torre del bianco · g2 torre del nero · f1 re del nero · g1 torre del nero · h1 cavallo del nero | 2 |
| 1 | e8 alfiere del nero · f8 torre del bianco · c7 pedone del nero · f7 donna del nero · a6 alfiere del bianco · d4 alfiere del bianco · g4 pedone del bianco · a3 cavallo del nero · b3 cavallo del bianco · g3 alfiere del nero · h3 donna del bianco · a2 re del bianco · e2 torre del bianco · g2 torre del nero · f1 re del nero · g1 torre del nero · h1 cavallo del nero | e8 alfiere del nero · f8 torre del bianco · c7 pedone del nero · f7 donna del nero · a6 alfiere del bianco · d4 alfiere del bianco · g4 pedone del bianco · a3 cavallo del nero · b3 cavallo del bianco · g3 alfiere del nero · h3 donna del bianco · a2 re del bianco · e2 torre del bianco · g2 torre del nero · f1 re del nero · g1 torre del nero · h1 cavallo del nero | e8 alfiere del nero · f8 torre del bianco · c7 pedone del nero · f7 donna del nero · a6 alfiere del bianco · d4 alfiere del bianco · g4 pedone del bianco · a3 cavallo del nero · b3 cavallo del bianco · g3 alfiere del nero · h3 donna del bianco · a2 re del bianco · e2 torre del bianco · g2 torre del nero · f1 re del nero · g1 torre del nero · h1 cavallo del nero | e8 alfiere del nero · f8 torre del bianco · c7 pedone del nero · f7 donna del nero · a6 alfiere del bianco · d4 alfiere del bianco · g4 pedone del bianco · a3 cavallo del nero · b3 cavallo del bianco · g3 alfiere del nero · h3 donna del bianco · a2 re del bianco · e2 torre del bianco · g2 torre del nero · f1 re del nero · g1 torre del nero · h1 cavallo del nero | e8 alfiere del nero · f8 torre del bianco · c7 pedone del nero · f7 donna del nero · a6 alfiere del bianco · d4 alfiere del bianco · g4 pedone del bianco · a3 cavallo del nero · b3 cavallo del bianco · g3 alfiere del nero · h3 donna del bianco · a2 re del bianco · e2 torre del bianco · g2 torre del nero · f1 re del nero · g1 torre del nero · h1 cavallo del nero | e8 alfiere del nero · f8 torre del bianco · c7 pedone del nero · f7 donna del nero · a6 alfiere del bianco · d4 alfiere del bianco · g4 pedone del bianco · a3 cavallo del nero · b3 cavallo del bianco · g3 alfiere del nero · h3 donna del bianco · a2 re del bianco · e2 torre del bianco · g2 torre del nero · f1 re del nero · g1 torre del nero · h1 cavallo del nero | e8 alfiere del nero · f8 torre del bianco · c7 pedone del nero · f7 donna del nero · a6 alfiere del bianco · d4 alfiere del bianco · g4 pedone del bianco · a3 cavallo del nero · b3 cavallo del bianco · g3 alfiere del nero · h3 donna del bianco · a2 re del bianco · e2 torre del bianco · g2 torre del nero · f1 re del nero · g1 torre del nero · h1 cavallo del nero | e8 alfiere del nero · f8 torre del bianco · c7 pedone del nero · f7 donna del nero · a6 alfiere del bianco · d4 alfiere del bianco · g4 pedone del bianco · a3 cavallo del nero · b3 cavallo del bianco · g3 alfiere del nero · h3 donna del bianco · a2 re del bianco · e2 torre del bianco · g2 torre del nero · f1 re del nero · g1 torre del nero · h1 cavallo del nero | 1 |
|   | a | b | c | d | e | f | g | h |   |

Soluzione:
Chiave:  1. Ad3 !  (zugzwang)
Alcune varianti:

1. ...Cf2  2. Te6+ Cxd3+  3. Cd2#

1. ...Cc4  2. Cd2+ Cxd2  3. Te6#

1. ...c5  2. Rxa3 ...

1. ...Cb5  2. Ra1! ...

1. ...Ae8 ∼  2. Txf7+ ...